# Akwaya
Akwaya est une commune du Cameroun située dans la région du Sud-Ouest et le département du Manyu, à proximité de la frontière avec le Nigeria.

## Histoire
À l'été 2022, dans le contexte de la crise anglophone au Cameroun, plus de 30 villageois sont tués par des hommes armés.

## Population
Lors du recensement de 2005, la commune comptait 85 914 habitants, dont 3 507 pour Akwaya Ville.

## Structure administrative de la commune

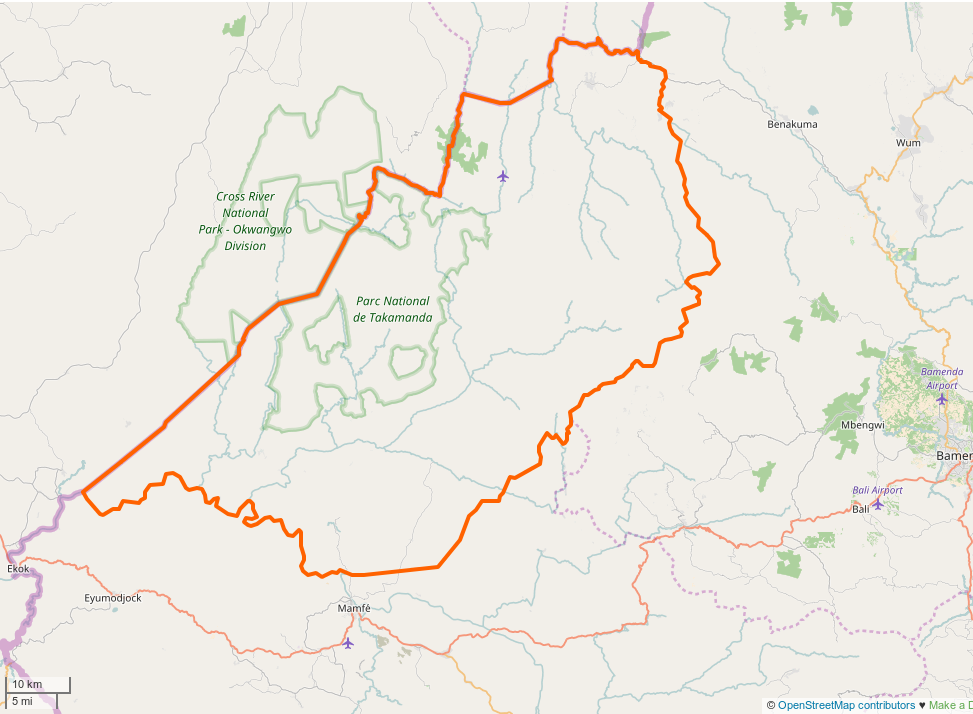
Limite communale

Outre Akwaya proprement dit, la commune comprend notamment les villages suivants :
- Abonando
- Akuruawe
- Akwa
- Alunfa
- Amanavil
- Amassi
- Amayo
- Ameh
- Anomoginge
- Ashunda
- Assaka
- Assam
- Atolo
- Ayi
- Bachama
- Bache
- Badjie
- Bagundu
- Bakem
- Bakinjaw
- Ballin
- Banguh
- Bantakpa
- Barombochi
- Basho I
- Basho II
- Batabi
- Beteme
- Bodam
- Boka
- Bombe
- Chikpa
- Dadi
- Ebinsi
- Enjawbaw
- Eshobi Bajou
- Kajifu I
- Kajifu II
- Kajinga
- Kalumu
- Kateli
- Kekpani
- Kekukesim I
- Kekukesim II
- Keluo
- Kenchi
- Kesham
- Ketoya
- Kunku
- Manko
- Matene
- Mbu
- Mbulu
- Meyerim
- Motom
- Mukonyong
- Nchumba
- Nfakwe
- Nga
- Ngali
- Nkunsu
- Ntameli
- Obonyi I
- Obonyi II
- Obonyi III
- Okpambe
- Olulu
- Ossato
- Otongo
- Takamanda
- Takwo
- Tambu
- Tassomo
- Tava
- Tinta
- Ugbakan
- Yive